# Catedral de Meissen
La catedral de Meissen (en alemán: Dom zu Meissen), dedicada a san Juan y san Donato, es el principal edificio religioso de la ciudad de Meissen, en Alemania. Construido en la colina que domina el río Elba, es con el castillo de Albrechtsburg el punto culminante de la ciudad.

## Historia

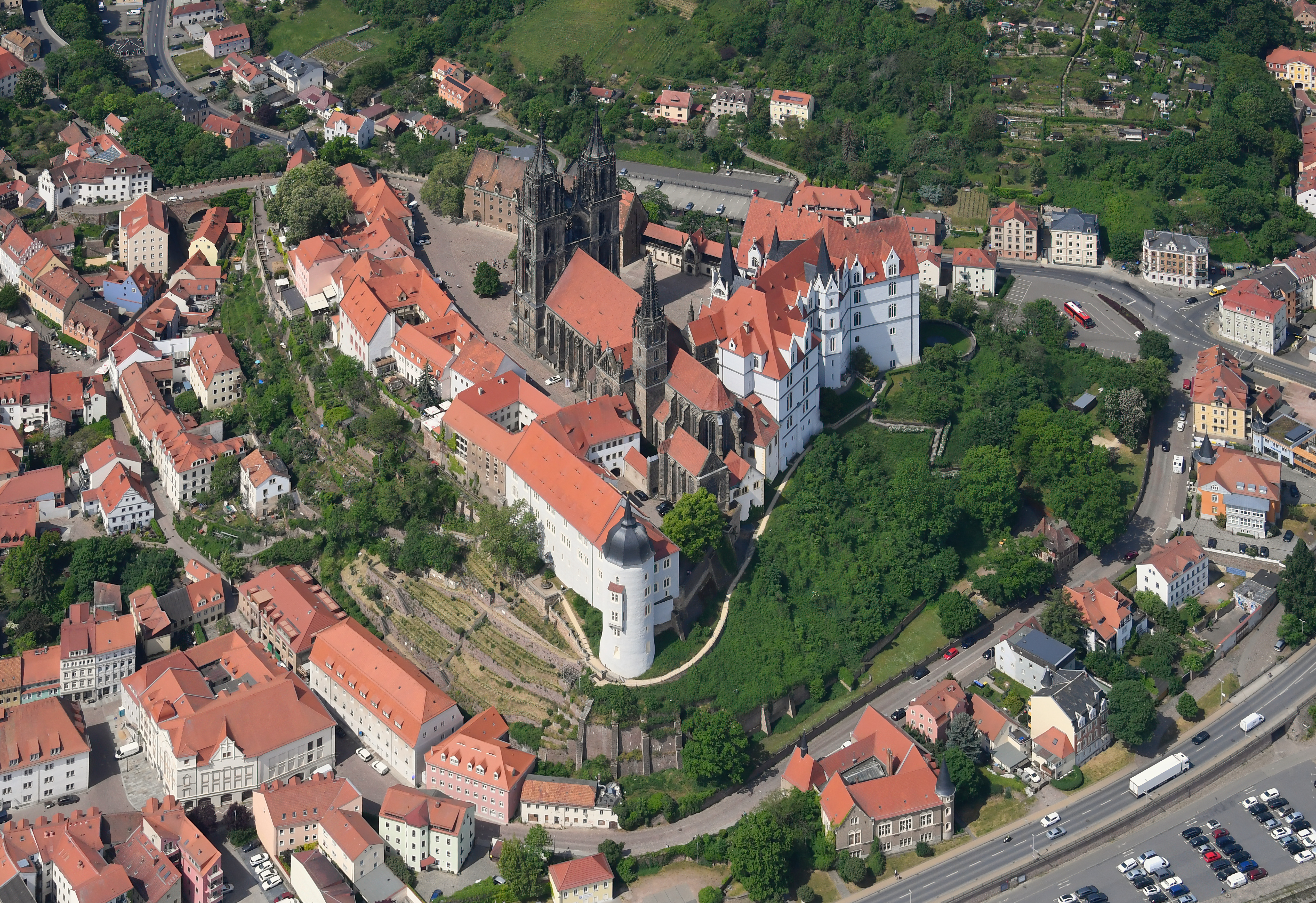
Vista de la catedral de Meissen y del castillo de Albrechtsburg.

La catedral se construyó a partir de 1250 en el emplazamiento de una antigua catedral que databa de finales del siglo X en el momento del reinado de Otón I del Sacro Imperio Romano. Primero hubo una pequeña iglesia, luego una basílica románica con cuatro torres, construida entre 1006 y 1073. La catedral actual fue construida según una planta de iglesia de salón en estilo gótico. El coro y el claustro estaban listos en 1268. Las ventanas del coro se colocaron alrededor de 1270. La capilla de Santa María Magdalena se completó en el este en 1280, la de San Juan Evangelista, de forma octogonal, en 1291, y la majestuosa sala capitular, en 1297. No fue hasta 1410 cuando se completó la nave.
En 1413 un rayo destruyó las dos torres del lado oeste erigidas en 1315. Durante varios siglos, la única torre que quedó fue la lado oriental (renovada en 1909). Las dos torres actuales en el lado oeste, de estilo neogótico, datan de 1903-1909 y son obra del arquitecto imperial Carl Schäfer, siendo las obras dirigidas por Joseph Schäffler.
La catedral fue transferida a la Reforma Protestante en 1581. Por lo tanto, la comunidad católica de Meissen paso a depender de la catedral de Dresde, ya que la diócesis católica se reorganizó en 1980.
Hay un gran crucifijo de porcelana de Meissen y candelabros, obra de Johann Joachim Kändler en 1760.

## La capilla de los príncipes

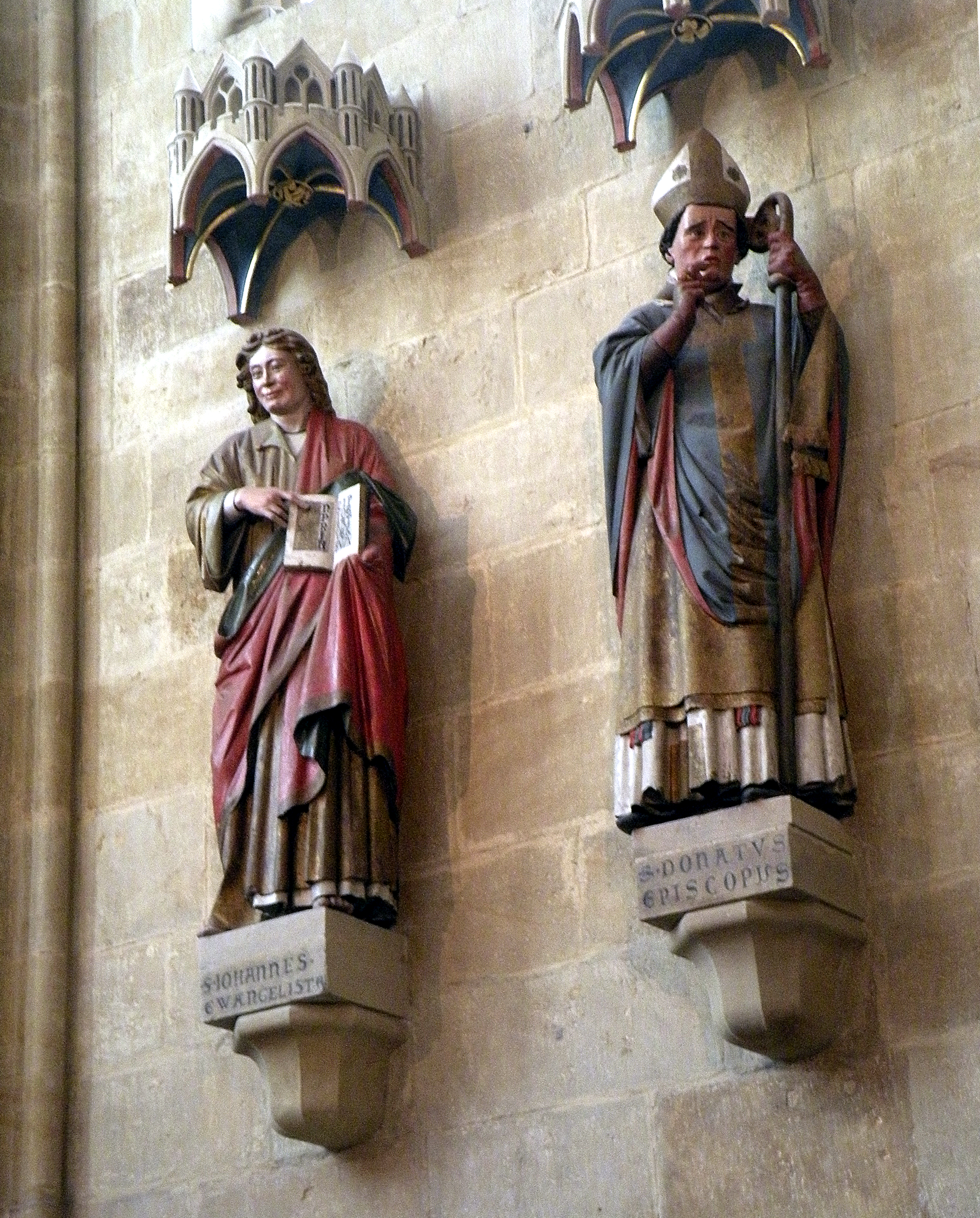
Estatuas de san Juan y de san Donato

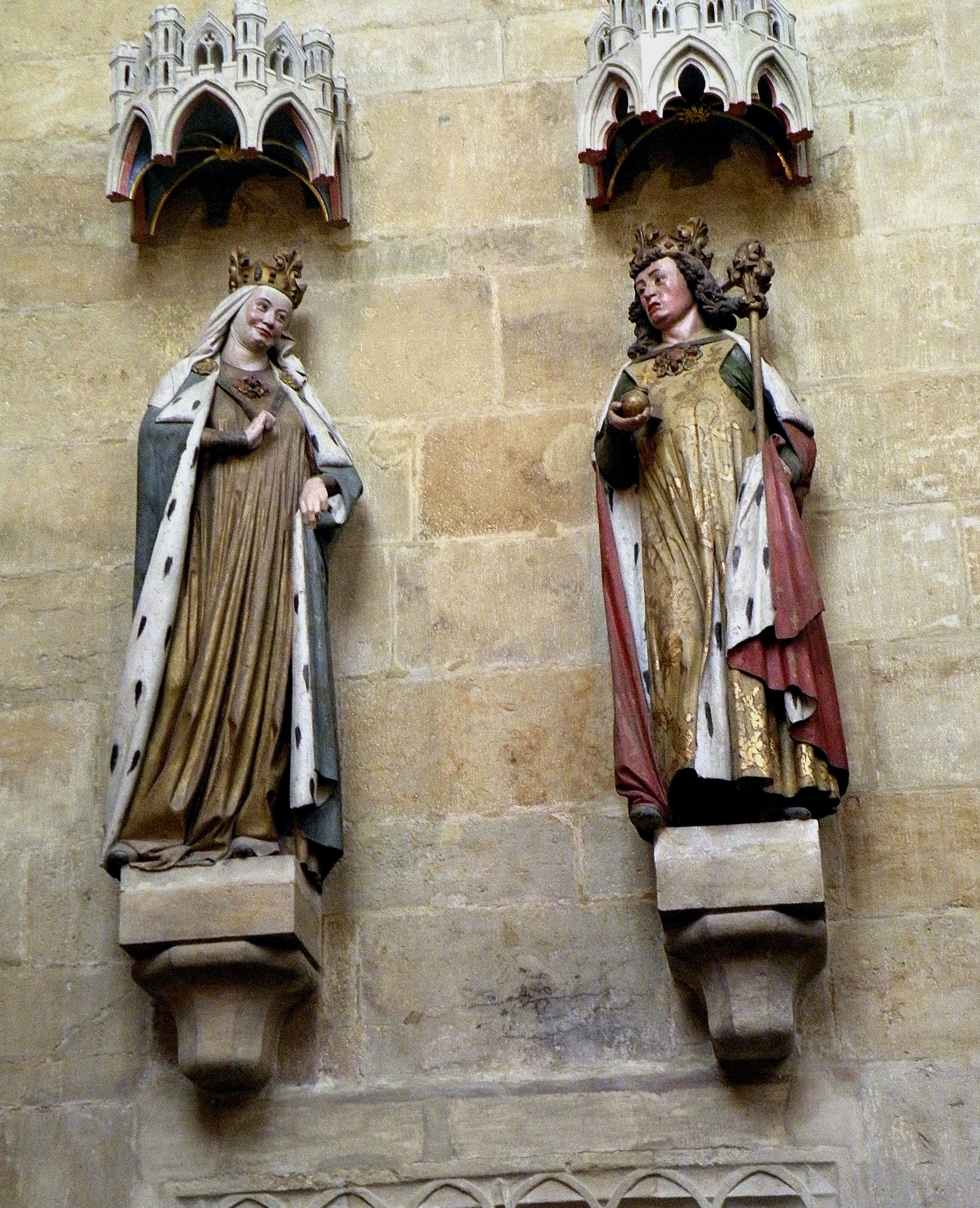
Estatua de los fundadores Adelaida de Borgoña y Otón I, por el Maestro de Naumburgo.

La capilla de los príncipes (Fürstenkapelle) fue encargada por Federico el Pendenciero (r.1381-1428, desde 1423 como Príncipe Elector de Sajonia) para ser, a partir de 1425, el lugar de entierro de los Wettin que habían sido sepultados previamente, desde 1190, en la abadía de Altzelle. Está construida en el lado de la fachada oeste. El portal oeste de la catedral se convirtió en el portal principal. Destacan las bóvedas ricamente decoradas entre 1443 y 1446. La tumba de bronce de Federico el Belicoso es obra de los talleres de Peter Vischer el Viejo. Ciento sesenta y cuatro tumbas se distribuyen en el interior de la catedral.
Están enterrados en la capilla de los príncipes:
- Federico I de Sajonia, el Pendenciero;
- Catalina de Brunswick-Lüneburg, esposa del anterior;
- Federico II de Sajonia
- Ernesto de Sajonia
- Alberto III de Sajonia-Meissen
- Sidonia de Poděbrady, esposa del anterior;
- Jorge de Sajonia (el Barbudo)
- Bárbara Jagellón, esposa del anterior;
- John, príncipe heredero de Sajonia

## El claustro y la capilla de San Jorge

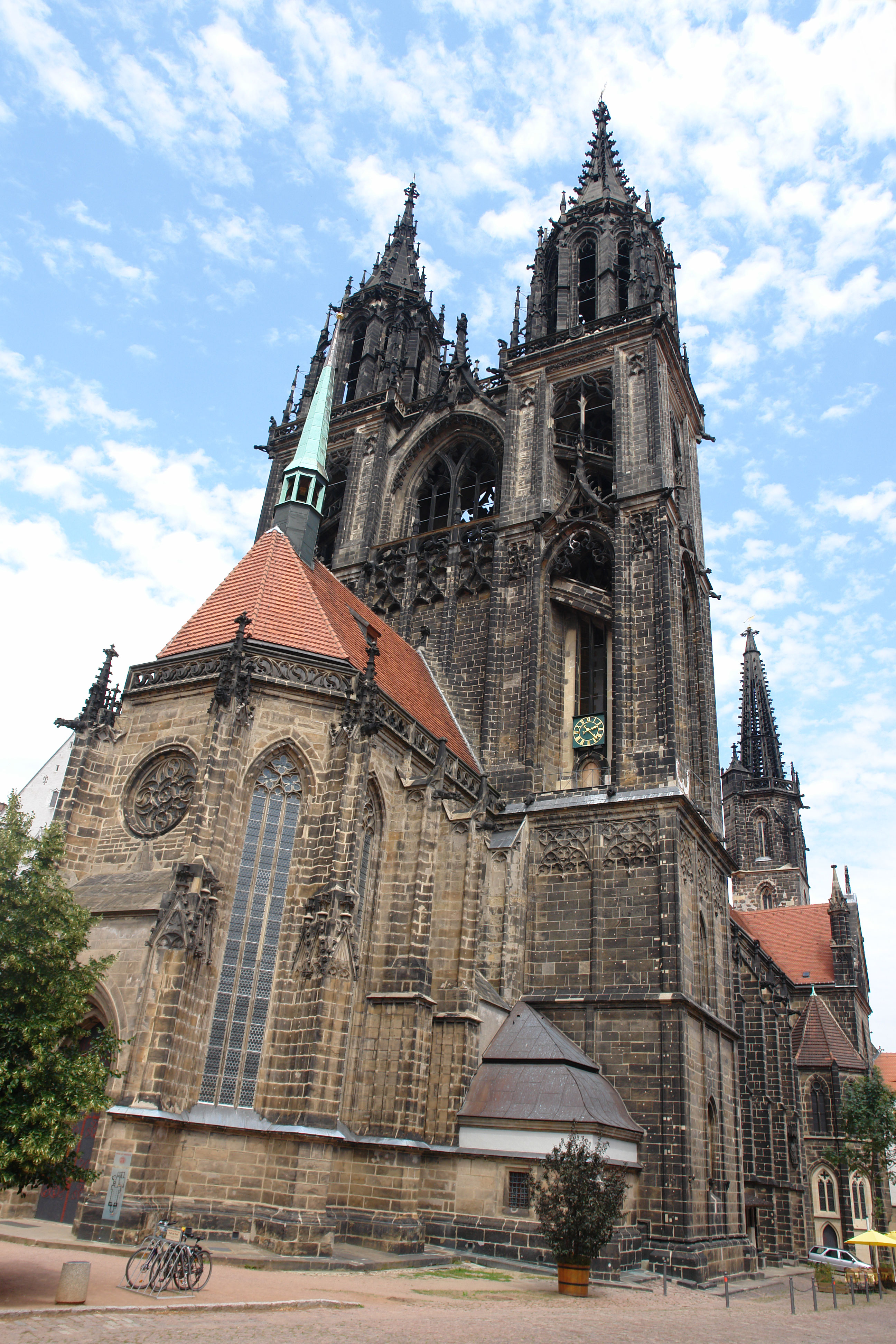
Vista del lado oeste de la catedral

El claustro es de 1470-1471, y la sacristía de 1504. La capilla de San Jorge (1530), de estilo gótico tardío, es el lugar de descanso final del duque Jorge el Barbudo y de su esposa Barbara Jagellon. Wolf Caspar von Klengel decoró el techo de estuco en 1677.

Interior de la iglesia
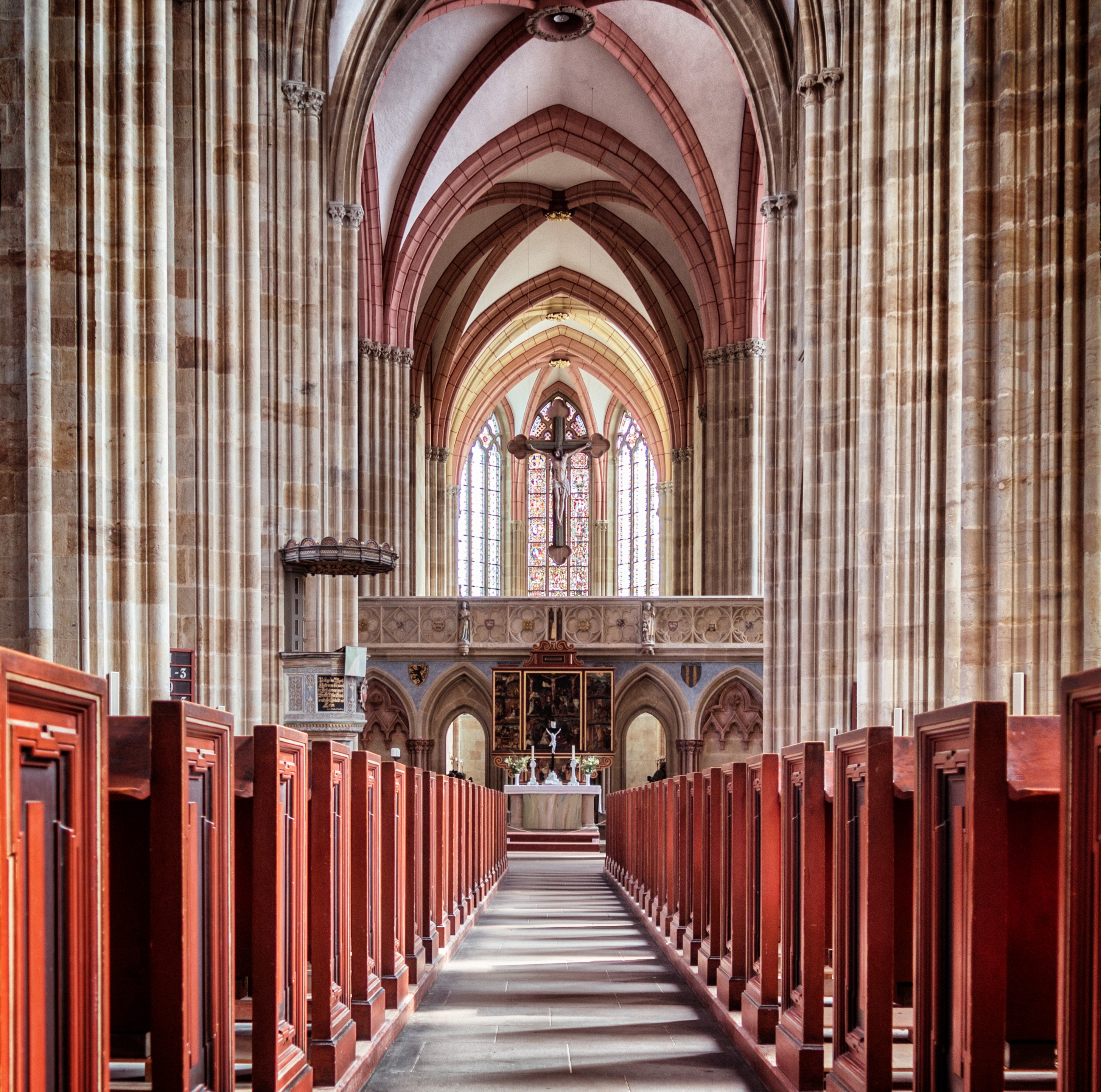
Nave de la catedral
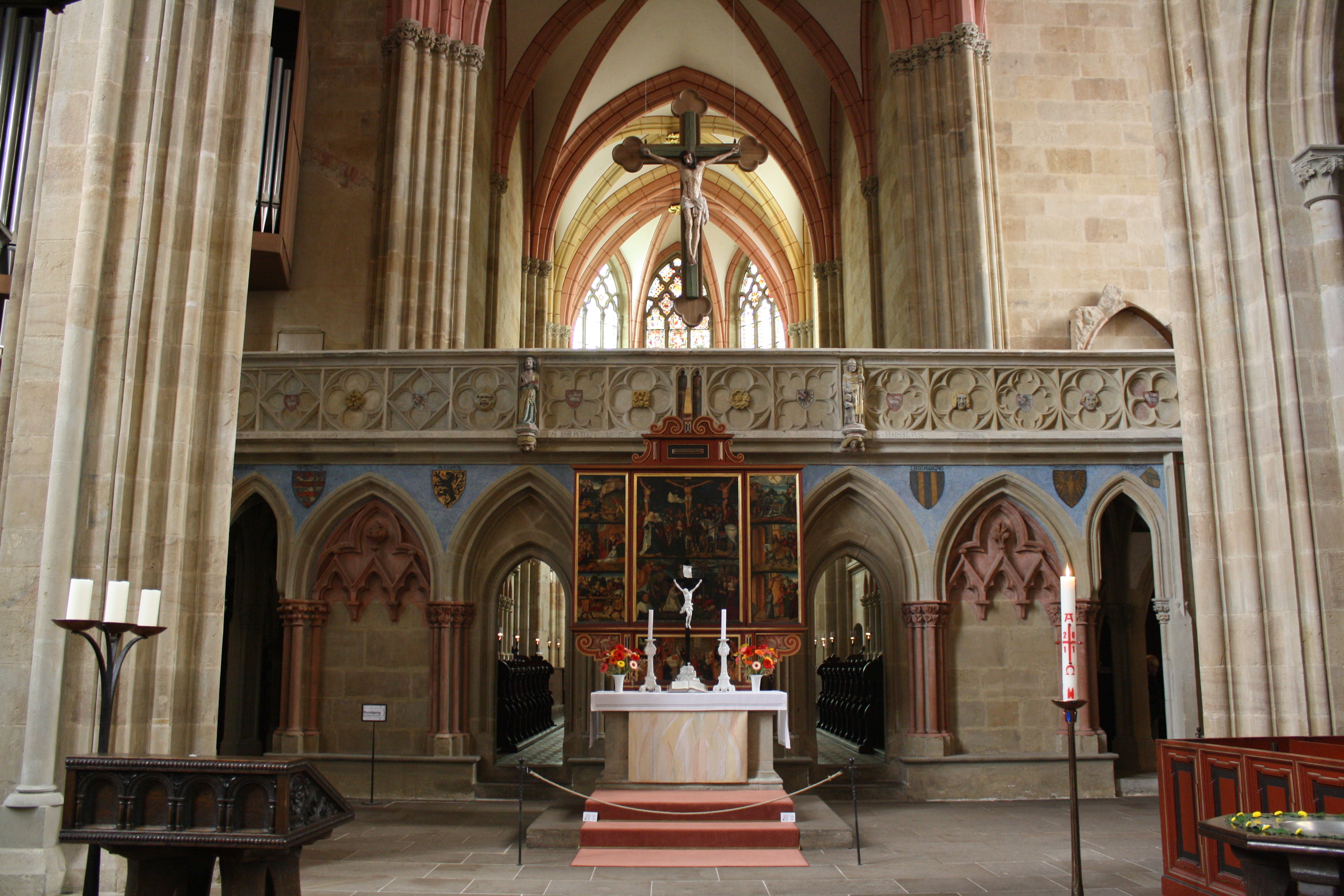
Vista del jubé y del altar moderno
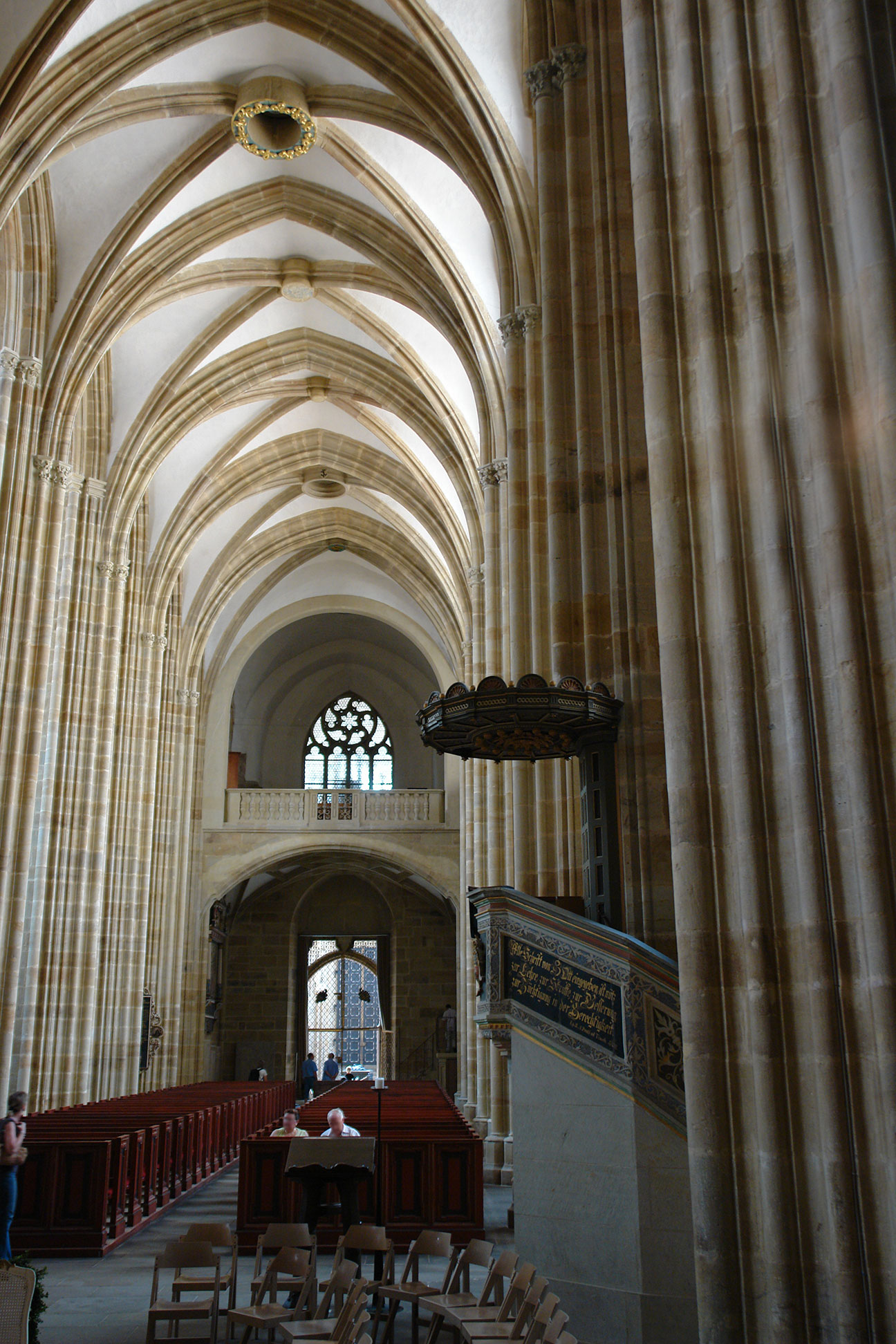
Interior con el púlpito, techo del púlpito y, en el fondo, el piso superior hacia el oeste
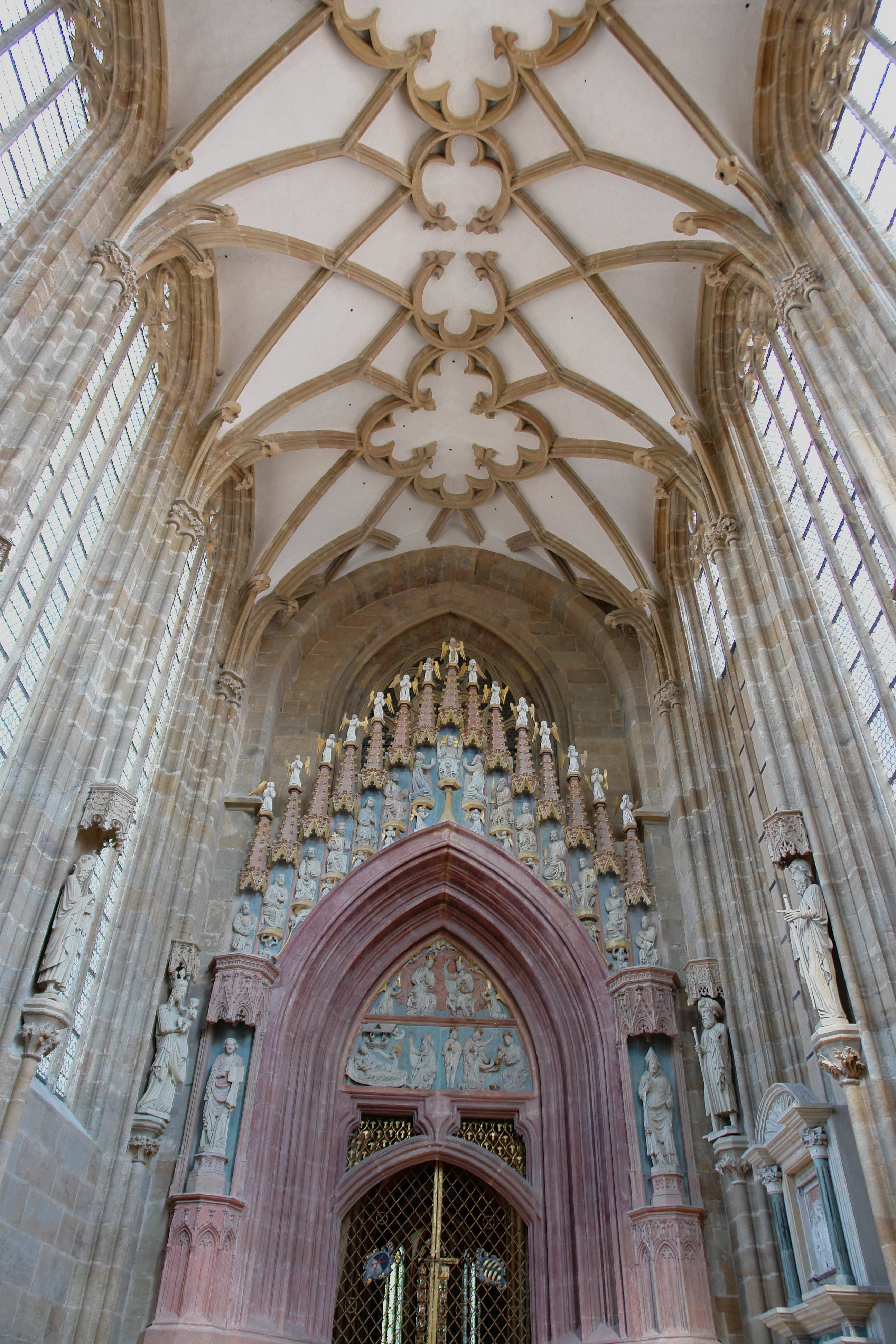
Portal interior de la capilla de los Príncipes
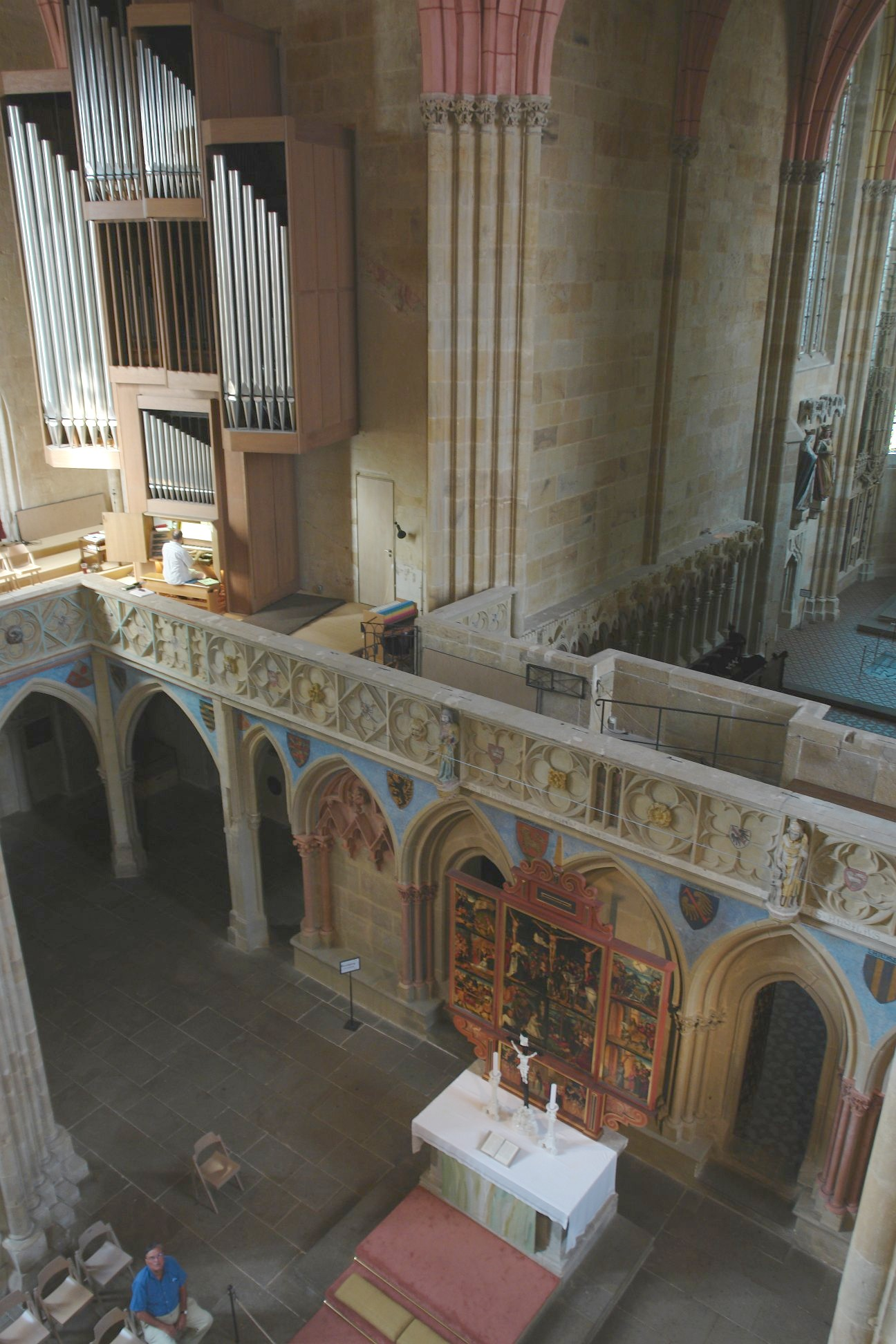
Vista picada del órgano (que data de 1972) y del jubé (que data de 1260)